# جويسئة صخرية
الجويسئة الصخرية (باللاتينية: Galium petraeum) أو (باللاتينية: Galium cossonianum) نوع نباتي عشبي من جنس الجويسئة يتبع الفصيلة الفوية.

## الموئل والانتشار
موطنه المغرب العربي.